# Antonovîci, Cernihiv
Antonovîci (în ucraineană Антоновичі) este un sat în comuna Șîbîrînivka din raionul Cernihiv, regiunea Cernihiv, Ucraina.

## Demografie
Componența lingvistică a localității Antonovîci
     Ucraineană (98,7%)
     Alte limbi (1,3%)
Conform recensământului din 2001, majoritatea populației localității Antonovîci era vorbitoare de ucraineană (98,7%), existând în minoritate și vorbitori de alte limbi.